# ان‌جی‌سی ۲۶۲
ان‌جی‌سی ۲۶۲ (انگلیسی: NGC 262) بزرگترین کهکشان مارپیچی شناخته شده است که در صورت فلکی آندرومدا قرار دارد.